# Jim Thomson (Eishockeyspieler)
James B. „Jim“ Thomson (* 30. Dezember 1965 in Edmonton, Alberta) ist ein ehemaliger kanadischer Eishockeyspieler und -funktionär, der im Verlauf seiner aktiven Karriere zwischen 1983 und 1994 unter anderem 116 Spiele für die Washington Capitals, Hartford Whalers, New Jersey Devils, Los Angeles Kings, Ottawa Senators und Mighty Ducks of Anaheim in der National Hockey League (NHL) auf der Position des rechten Flügelstürmers bestritten hat. Thomson, der darüber hinaus fast 300 Partien in der American Hockey League (AHL) absolvierte, verkörperte den Spielertyp des Enforcers.

## Karriere
Thomson verbrachte seine Juniorenzeit zwischen 1982 und 1985 bei den Toronto Marlboros in der Ontario Hockey League. Dort wurde er aufgrund seiner Statur als Power Forward eingesetzt und sammelte bereits in seinem zweiten kompletten Spieljahr über 50 Scorerpunkte. Zuvor war der Stürmer im NHL Entry Draft 1984 in der neunten Runde an 185. Position von den Washington Capitals aus der National Hockey League ausgewählt worden.
Nachdem Thomson bereits zum Ende der Saison 1984/85 im Profibereich für Washingtons Farmteam, die Binghamton Whalers, in der American Hockey League debütiert hatte, stand er ab der folgenden Spielzeit bis zum Sommer 1988 im Kader des Teams. Inzwischen als Enforcer eingesetzt feierte der Kanadier im Verlauf der Saison 1986/87 auch sein Debüt in der NHL für die Capitals. Dort spielte er erst wieder in der Saison 1988/89, in der er zudem für den neuen Kooperationspartner Washingtons, die Baltimore Skipjacks auflief. Im Verlauf des Spieljahres wurde Thomson im März 1989 im Tausch für Scot Kleinendorst zu den Hartford Whalers transferiert. Deren Trikot trug er im restlichen Saisonverlauf allerdings nur fünfmal, da er zu Beginn der Spielzeit 1989/90 ans Farmteam Binghamton Whalers abgegeben wurde und dann Ende Oktober im Tausch für Chris Cichocki an die New Jersey Devils abgegeben wurde.
Auch in New Jersey konnte sich Thomson keinen Stammplatz in der NHL erarbeiten und lief lediglich sechsmal für selbige auf. Stattdessen spielte er weiterhin hauptsächlich in der AHL bei den Utica Devils. Sein auslaufender Vertrag wurde am Ende der Saison 1989/90 nicht verlängert, und so wechselte der 25-Jährige im Sommer 1990 als Free Agent zu den Los Angeles Kings. In seinem ersten Jahr in Los Angeles gelang es dem Angreifer ebenfalls nicht, sich in der NHL zu etablieren und lief somit für die New Haven Nighthawks auf. Erst in der Saison 1991/92 war er vermehrt in Los Angeles im Einsatz und absolvierte 45 Spiele in diesem Spieljahr. Um Thomson an sich zu binden, hatten sie ihn im Juni 1991 gemeinsam mit Randy Gilhen, Charlie Huddy und einem Viertrunden-Wahlrecht im NHL Entry Draft 1991 von den Minnesota North Stars im Tausch für Todd Elik zurückgeholt, nachdem Minnesota ihn im NHL Expansion Draft 1991 ausgewählt hatte.
Trotz dieses persönlichen Erfolgs verblieb Thomson aber zunächst nicht in Südkalifornien. Im NHL Expansion Draft 1992 wurde der Stürmer dieses Mal von den Ottawa Senators ausgewählt und absolvierte für das neu gegründete Franchise den Beginn der Spielzeit 1992/93, ehe ihn die Kings ein drittes Mal verpflichteten. Mit Marc Fortier wurde er im Dezember 1992 gegen Bob Kudelski und Shawn McCosh eingetauscht. Nachdem er im NHL Expansion Draft 1993 schließlich im dritten Jahr in Folge – dieses Mal von den Mighty Ducks of Anaheim – ausgewählt worden war, kam er dort zu sechs weiteren NHL-Einsätzen, ehe er seine Karriere im Sommer 1994 im Alter von 29 Jahren für beendet erklärte.
Nach seinem Karriereende fungierte Thomson zwischen 2015 und 2018 als Präsident der Aurora Tigers aus der Ontario Junior Hockey League, für die sein Sohn während dieser Zeit spielte.

## Karrierestatistik
(Legende zur Spielerstatistik: Sp oder GP = absolvierte Spiele; T oder G = erzielte Tore; V oder A = erzielte Assists; Pkt oder Pts = erzielte Scorerpunkte; SM oder PIM = erhaltene Strafminuten; +/− = Plus/Minus-Bilanz; PP = erzielte Überzahltore; SH = erzielte Unterzahltore; GW = erzielte Siegtore; 1 Play-downs/Relegation; Kursiv: Statistik nicht vollständig)